# Xilografia
Una xilografia (del grec "xýlon" fusta i "graphé" escriptura, gravat de fusta) és una estampació inclosa en el gravat en relleu. És a dir, la tinta s'escampa per la part elevada de la matriu. Es distingeix entre gravat a fil i gravat a contrafil (o a testa) en funció de com es talla el tronc de l'arbre; és a dir, si el tac de fusta és una secció transversal del tronc o si és longitudinal. La xilografia és una tècnica gairebé en desús, llevat per a l'obtenció i duplicació d'obres d'art.

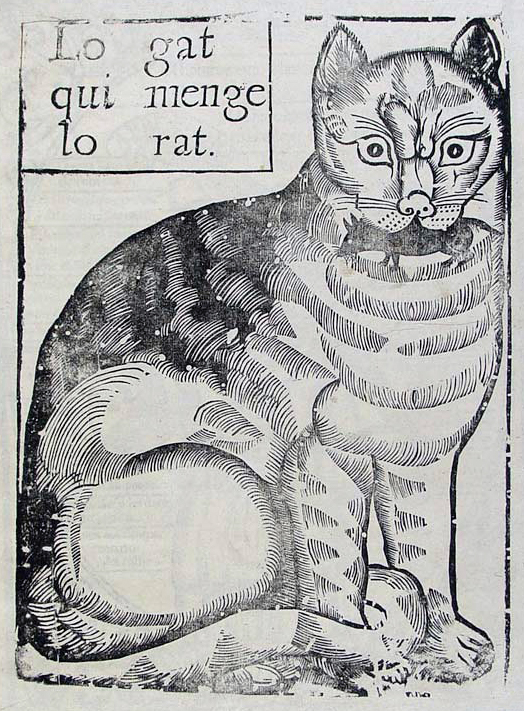
Pere Abadal, Lo gat qui menge lo rat, segle xvii.
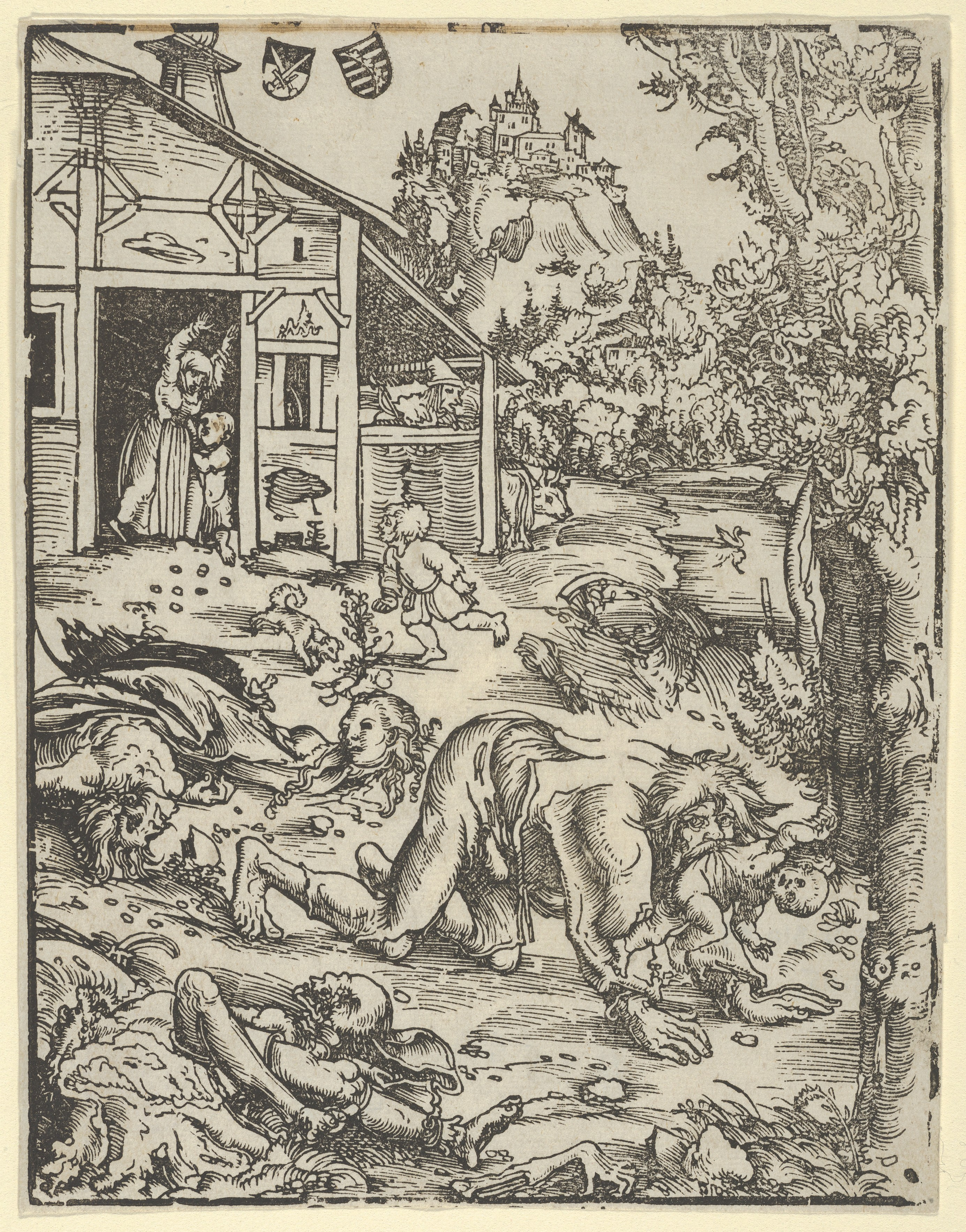
Lucas Cranach, Home-llop, 162 × 126 mm, 1512.
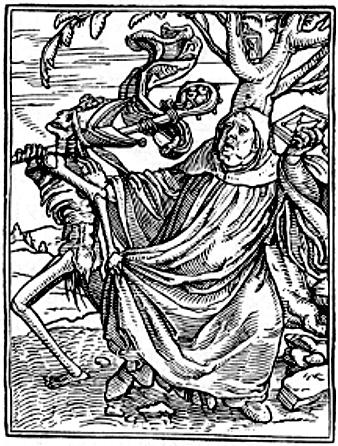
Hans Holbein, L'abat (de la sèrie: La dansa de la mort), 1526.
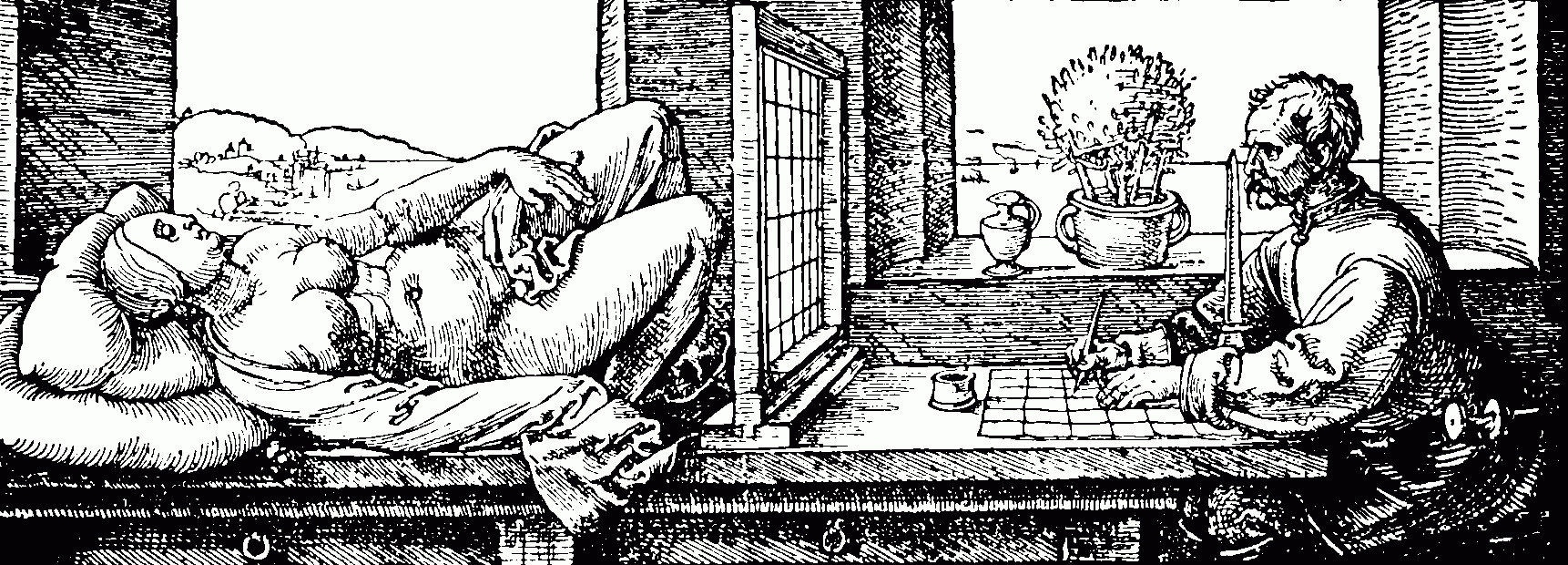
Albrecht Dürer, Disegnatore e donna sdraiata, 1538.

## Procés
Per fer una xilografia, es realitzen tres operacions bàsiques: primer l'extracció de fusta, segon l'entintat del tac de fusta i tercer la impressió de l'estampa.
Així doncs, es necessita un bloc de fusta, tac, que esdevindrà la matriu. Aquest serà rebaixat fins a obtenir el dibuix desitjat en relleu. Les eines més utilitzades per extreure matèria són el burí, la gúbia i la ganiveta, amb les que s'extrauran les parts que es desitgi que quedin blanques a l'estampa. El segon pas important és l'entintat. Normalment es comença per estendre tinta greixosa sobre una superfície plana, com ara un vidre, amb un corró, també anomenat roleu. El corró serveix per entintar la matriu de fusta en les seves parts elevades, el dibuix. Finalment es disposa la matriu entintada en una premsa o en un tòrcul, es col·loca un paper al damunt, es realitza la pressió adient i s'obté l'estampa. L'entintat també es pot realitzar de forma manual amb una cullera o el mateix roleu. L'exemplar imprès es retira aixecant amb compte un cantó del paper i separant-lo de la matriu. Quan es tracta de xilografies en color, s'utilitzen matrius diferents, una per a cada color.

## Gravat a fibra o fil
El gravat a fil és aquell que es realitza en la direcció de les vetes de la fusta, tasca que normalment es realitza amb gúbies. Es considera el mètode més antic de gravat i ha estat la tècnica bàsica del gravat en relleu durant segles.
Tradicionalment s'utilitzen més les fustes de fruiters, com el cirerer o la perera; el roure té una fusta massa dura per a ser tallada. El segle xx, els artistes han preferit fustes més toves, com el pi. Primer s'allisa la superfície i després s'endureix tractant-la amb una laca, que la fa més resistent a la pressió del tòrcul i facilita el tallat de dibuixos molt marcats. L'artista pot fer la seva composició pintant o dibuixant en la superfície; després, es buida la fusta a ambdós costats de les línies marcades, perquè el contorn de la imatge sobresurti de la superfície del tac.

## Gravat a contrafibra o contrafil
Per a realitzar un gravat a contrafil, l'artista empra sobretot el burí, amb el qual grava la imatge a la testa, en direcció transversal.
Aquesta modalitat s'utilitzava sobretot per a il·lustrar revistes i llibres. S'acostuma a emprar la fusta de boix, encara que també són adients les de cirerer i perera. La superfície d'aquestes fustes és dura per naturalesa, cosa que permet a l'artista crear imatges de gran detall amb línies fines. Variant els espais entre les línies gravades, l'artista pot crear els subtils efectes tonals que són propis d'aquesta tècnica. S'aplica amb compte una tinta espessa sobre la superfície, de manera que no penetri en les línies gravades. Se situa sobre la matriu un full de paper, prim i suau, i es procedeix a la impressió, bé a mà o fent passar la matriu i el paper pel tòrcul.

## Història
Des del segle vii, es té constància de l'estampació de teixits i targetes de paper amb aquesta tècnica a la Xina. Va suposar la mecanització del procés d'impressió. El primer llibre il·lustrat que es conserva és el Sutra del Diamant, obra de Wang Chich. És una obra que data del 868 i és considerat com un dels llibres més sagrats del budisme. L'artesà Pi Sheng realitzà impressions amb tipus mòbils entre el 1041 i el 1048, però serà a Occident on la impremta s'imposarà.
La xilografia es va introduir a l'edat mitjana a Occident. Les primeres impressions daten del segle xiii, i es creu que es tractaria de naips. Les primeres xilografies que es conserven són estampes religioses: una Verge i el nen Jesús del 1418 al Museu de Brussel·les, a Alemanya es conserva un Sant Cristòfol del 1423.
En els primers anys apareixen els anomenats llibres xilogràfics, de vint a quaranta pàgines, amb textos breus i imatges destacades, com les bíblies per a pobres, on el cristianisme aprofita la nova tècnica per a acompanyar els seus missatges amb il·lustracions. Amb l'adveniment de la impremta, la xilografia queda relegada a les il·lustracions. En finalitzar el segle xv la xilografia perd força davant la calcografia, que és molt més precisa.
A finals del segle xviii, Thomas Bewick inventa la xilografia a testa. La fusta tallada a contra fibra resulta molt resistent. S'aconsegueixen resultats de gran qualitat emprant el burí, instrument que s'usava en el gravat calcogràfic.
Avui dia, el seu ús és nul com a tècnica industrial, perquè ja existeixen les tècniques d'estampació fotomecàniques. Malgrat això se segueix utilitzant artesanalment.

## Llibre xilogràfic
Entre les mostres més destacades de llibres xilogràfics europeus es troba l'Apocalipsi, editat als Països Baixos i Alemanya a mitjan segle xv, i la Bíblia pauperum (Bíblia per a pobres) o l'Ars Moriendi (L'art de morir), incunables editats a finals del segle xv a Alemanya. Als orígens de la impremta certs llibres que requerien gran tiratge es gravaven plana a plana en planxes de fusta mitjançant procediments xilogràfics; són les edicions dites tabel·làries: a la Unitat Gràfica de la Biblioteca de Catalunya es conserven algunes matrius de fusta, raríssimes, de llibres d'aquest tipus  Arxivat 2009-12-13 a Wayback Machine..
Els llibres xilogràfics acostumaven a ser més pictòrics que textuals. Es realitzaven en menys temps que els llibres pintats a mà tradicionals, però el procés de producció seguia sent laboriós i només resultava satisfactori en el cas de llibres breus i molt sol·licitats. Amb l'increment de l'interès pel saber i per la literatura al Renaixement, es va produir una demanda de llibres de text més densos. L'única manera de produir aquests llibres amb rapidesa i d'una forma relativament barata era emprant els tipus que comporta l'aparició dels llibres tipogràfics. Cap al 1500 aquest mètode havia desbancat gairebé totalment al llibre xilogràfic.
Cal fer esment dels goigs, composicions poètiques de caràcter religiós, però també polític o burlesc. Primer s'imprimien en fulls separats, i amb el temps s'editaren llibres, la part gràfica dels quals acostumaven a ser xilografies al boix. De gran tradició als Països Catalans, han esdevingut eina de la normalització lingüística.

## Fons de matrius xilogràfiques
Així com les matrius calcogràfiques han estat objecte arreu de cura i conservació, els fons de matrius xilogràfiques foren molt més descuidats, de manera que sovint s'han perdut. Als Països catalans s'han conservat importants col·leccions de fustes per gravar a la Biblioteca de Catalunya (Pere Abadal, Joan Jolis, Torras, etc.), Museu d'Art de Girona (Bro, Oliva, Carreras), Mallorca (Guasp), Museu de Belles Arts Sant Pius V de València (Talamantes).

## Artistes
- Pere Abadal i Morató
- Thomas Bewick
- Lucas Cranach el Vell
- Albrecht Dürer
- M. C. Escher
- Paul Gauguin
- Antoni Gelabert Casas
- Hiroshige
- Hokusai
- Hans Holbein el Jove
- François Maréchal
- Ricard Marlet
- Frans Masereel
- Teodoro Miciano
- Joan Miró
- Edvard Munch
- Emil Nolde
- Josep Obiols
- Antoni Ollé Pinell
- Enric Cristòfor Ricart
- Joel Shapiro
- Josep Maria Subirachs
- Joaquim Torres Garcia
- Utamaro